# De Scheeken
De Scheeken is een Nederlands natuurgebied, een leembos, dat zich bevindt tussen Liempde, Sint-Oedenrode en Best.

## Geschiedenis
In de middeleeuwen kwamen hier uitgestrekte elzenbroekbossen voor. Door overbeweiding met schapen ontstonden hier ook vochtige op sommige plekken heidevelden. Er werd ook leem gewonnen en er waren hakhout bossen.
De Brabantse hertog schenkt in 1326  aan de bewoners van Liempde een gemeijnt (grond voor gemeenschappelijk gebruik) van 68 bunder dat eerder door de hertog  in leen uitgegeven was aan Jacobus Johannes Van Woluwe.
Dit betreft De Scheeken. Een gemeijnt zoals in De Scheeken aanwezig was, werd uitgegeven door de heer aan rechthebbenden, die het gemeenschappelijk konden gebruiken. Het was een regionaal territorium, met een eigen, strikte organisatie en met een eigen problematiek. De lokale gemeenschappen maakten gebruik van de gemeijnten en waren daar economisch afhankelijk van. De naam Scheeken komt van een grensboom een Schei-eik. 
Gemeijntgrenzen bleven een terugkerend probleem.  Dat de gemeenschappen streden over de grenzen van de gemeijnten betekende niet dat de grenzen vaag zouden zijn. Er bestond geen twijfel over het bestaan van een scherpe grens, men denkt alleen vaak verschillend over waar die grens loopt.  Zo waren de Liempdenaren in 1464 van mening, dat een gedeelte van de gemeijnt tussen hun dorp en Oirschot (Best) en Sint-Oedenrode al sinds lange tijd alleen aan Liempdse gebruikers toebehoorde en niet aan de inwoners van Oirschot en Sint-Oedenrode. Het conflict begon met onenigheid tussen de inwoners van Liempde en hun buren. 
In 1468  krijgen de inwoners van Liempde van hertog Karel de Stoute het pootrecht rond de gemeijnt toegewezen. Ze mogen “elc van hen alom op huere gemeynten ende van denselve houte tegen synre erve souden mogen plannten alrehande manieren van houte, eycken ende andere, veertig voeten verre in derselver gemeynten ende van denselven houte tot sijnen gelieften te gebruyckende” bomen planten. Uit dit voorpootrecht ontstaan op deze wijze de zogenaamde voorpootstroken. In latere tijden zouden deze voorpootstroken verkocht worden.
In 1801  wordt nog gemeld dat er in Liempde nog maar weinig of geen woeste gronden zijn ontgonnen. Landbouwers drongen er al een tijd bij de gemeente op aan om woeste gronden aan hen te verkopen zodat ze ontgonnen konden worden.   
In Liempde was de noodzaak  voor ontginningen blijkbaar niet sterk aanwezig.  Bovendien ontbrak bij de boeren de lust daartoe. Omstreeks het midden van de 19e eeuw waren er in totaal 154 hectare gemeentegronden, waarvan 136 hectare broekgronden. In 1853 werden enkele broekgronden in weilanden omgezet. Dit werk was destijds al een werkverschaffingsproject voor werkloze landarbeiders. Het ging onder meer om delen van De Scheeken namelijk Goossenbunderbroek en het Vleeschbroek. 
Rond 1910 wordt door de raad van Liempde besloten om de oude gemeijntgronden in De Scheeken te laten ontginnen.  De Heidemaatschappij, waar Liempde in 1896 lid van geworden was,  wordt daarvoor benaderd. In 1912 is er al belangstelling van een zestal personen.  
De Heidemaatschappij meldt op 5 december 1912 dat het gelukt is om een pachter te vinden en op 2 januari 1913 schrijft de Heidemaatschappij: “dat waarschijnlijk morgen namiddag de heer J.W. Gerritsen  uit Azewijn ten uwent komt, ten einde over de te pachten gronden te spreken”.  Vader Alexander Gerritzen reist met de trein  op en neer. Hij staat te popelen om te beginnen, want in de correspondentie wordt op een spoedige afwerking aangedrongen.   Met deze pacht (totaal 67 hectare) wordt de familie Gerritzen meteen veruit de grootste boer van Liempde. De familie wordt later opgevolgd door diverse andere families waaronder de familie Smolders, Arts en Dierking.
Tussen 1920 en 1935 werden ook veel hooilanden en hakhoutbosjes omgezet in populierenplantages. 
De structuur van De Scheeken is vanuit landbouwkundig perspectief niet optimaal. De percelen waren klein en ondoelmatig en het bezit was sterk versnipperd. De ontwatering was slecht. De watergangen hadden onvoldoende capaciteit en waren bovendien slecht onderhouden. Daardoor waren de toch al spaarzame en smalle landbouwwegen dikwijls onbegaanbaar. Vele percelen lagen niet aan de openbare weg. De enige verharde wegen in het gebied waren de weg van Best naar Sint-Oedenrode, de rijksweg van Den Bosch naar Eindhoven (de latere A2) en een aftakking naar Liempde. De voorloper van de Vleutstraat was niet verhard. 
Het initiatief voor een ruilverkaveling in De Scheeken werd eind jaren ’30 genomen door enkele boeren uit het gebied, die het boerenbondsbestuur verzochten om aandacht te besteden aan de verbetering van de verkaveling van het gebied.  Op 9 november 1938  werd door B&W van Liempde een verzoek aan de provincie Noord-Brabant voor een ruilverkaveling van De Scheeken ingediend. Op dat moment had er al een onderzoek  plaatsgevonden door de Hoofdafdeling Ruilverkaveling der Nederlandsche Heidemaatschappij.   De voorbereidingen voor de ruilverkaveling werden in 1940 gestart. Zo werd een rapportage opgesteld door de Centrale Cultuurtechnische Commissie.  Naar aanleiding van deze rapportage besloot  de provincie eind 1940 positief over het verzoek.  Het zou daarbij aanvankelijk gaan om een vrijwillige kavelruil. De werkzaamheden zouden plaatsvinden onder de Ruilverkavelingswet van 1938, waarbij de wetswijzigingen van 1942 ook een rol zou spelen. De beoogde maatregelen betroffen het hertraceren en met elkaar in verbinding brengen van grotendeels doodlopende weggetjes, de aanleg van een samenhangend afwateringssysteem - met als centrale as de Groote Waterloop -  en vrijwillige kavelruil. 
Door Roel J. Benthem is een landschapsplan De Scheeken gemaakt. 
Vanaf 1944 wordt de ruilverkaveling De Scheeken uitgevoerd waarbij onder ander het voorpootrecht van de inwoners overgenomen wordt door de gemeente Liempde. Dit zet veel kwaad bloed want de populieren waren in die tijd zeer duur. 
Vanaf 1975 wordt natuur en landschap veel belangrijker in dit gebied en vele gronden komen vanaf die tijd in handen van Brabants Landschap.

## Natuur en landschap
Het betreft een complex van vochtige loofbossen, broekbossen en populierenlandschappen dat deels eigendom is van Het Brabants Landschap, waar het deel uitmaakt van de beheerseenheid Mortelen en Scheeken.
De Scheeken ligt ten oosten van de spoorlijn Eindhoven-Boxtel en omvat ook de gebieden Kuppenbunders, Ooiendonk, De Sort en Achterste Broek.  De bodem bevat leem, die verhindert dat het water via de bodem wegsijpelt en aldus zorgt voor een natte terreingesteldheid. De Scheeken is met De Mortelen verbonden via een Ecoduct over de snelweg A2 en een Ecoduct over de spoorlijn Best - Boxtel.
Waterlopen in dit gebied zijn: De Grote Waterloop, die in noordoostelijke richting stroomt en ten oosten van Liempde in de Dommel uitmondt, de Berendonkloop en de Berkenloop, die in noordelijke richting stromen en in de Groote Waterloop uitmonden.
Vooral op de paden, die jaarlijks gemaaid worden, vindt men planten als kruipend zenegroen en welriekende agrimonie. Ook zeldzamere slakken zijn goed vertegenwoordigd onder andere drie soorten Clausilia en de Oorvormige glasslak. Er werden tot nog toe 101 soorten van deze dieren gevonden. Ook vogelsoorten zoals Middelste bonte specht, Wespendief  en Houtsnip komen frequent voor.  Sinds enige jaren zijn ook de Edelherten weer terug in De Scheeken. 
Tegenwoordig tracht Waterschap de Dommel in samenwerking met Brabants Landschap de waterhuishouding te verbeteren en de natuurwaarden van het gebied te versterken. Dit gebeurt in samenwerking met onder andere Natuurwerkgroep Liempde.